# Kostelec, Jičín
Kostelec là một làng thuộc huyện Jičín, vùng Královéhradecký, Cộng hòa Séc.